# Adam Kuhn
Pour les articles homonymes, voir Kuhn.
Adam Kuhn est un médecin et un naturaliste américain, né en 1741 à Germantown et mort en 1817.

## Biographie
Né en Pennsylvanie, Adam Kuhn commence à étudier la médecine auprès de son père, Adam Simon Kuhn, un médecin originaire du sud de l'Allemagne. En 1761, il se rend en Norvège et en Suède afin d'étudier la botanique avec Carl von Linné (1707-1778) et d'autres professeurs de l’université d'Uppsala en Suède, jusqu'en 1764. Il réside ensuite une année à Londres avant de poursuivre ses études à l’université d'Édimbourg où il obtient son titre de docteur en médecine le 12 juin 1767.
Après avoir visité la France, les Pays-Bas et l'Allemagne, Kuhn retourne aux États-Unis en janvier 1768, où il est nommé professeur de matière médicale et de botanique à la faculté de Philadelphie. Il donne ses premiers cours cours en mai 1768 et continue jusqu'en 1789, année où il est fait professeur de théorie et de pratique médicale.
Benjamin Rush (1745-1813) écrit dans son autobiographie que Kuhn devient, après la mort du docteur John Jones (1729-1791), le médecin le plus en vue de Philadelphie. Il soigne les principaux leaders du gouvernement et est ainsi le médecin de famille de George Washington (1732-1799). Kuhn participe à la fondation du College of Physicians of Philadelphia en 1787 qu’il dirige en 1808.

## Source
- Traduction de l'article de langue anglaise de Wikipédia (version du 31 octobre 2005).